# Pascal Jampy
Pas d'image ? Cliquez ici

a Compétitions nationales et continentales officielles uniquement.

b Matchs officiels uniquement.
Pascal Jampy, né le 1er mai 1973 à Perpignan, en France, est un joueur de rugby à XIII évoluant au poste de deuxième ligne ou troisième ligne.
Formé a Ille XIII, il prit la direction du XIII Catalan puis intégra l'équipe de France de Rugby à XIII de 1993 à 2003 dont il a été le capitaine à plusieurs reprises. En 1996-1997 il alterne entre le PSG Rugby League et le XIII Catalan puis poursuivit sa carrière à l'UTC qui donna naissance aux Dragons Catalans en 2006. Il participe à la coupe du monde de rugby à XIII en 1995 et en 2000 avec la France et fait partie de l'équipe type de la compétition. Il met un terme à sa carrière après une saison passée aux Dragons Catalans en 2006. Il fut récompensé du titre de Joueur de l'année de rugby à XIII en France à deux reprises. Il remporte 5 fois la coupe de France Lord Derby et 2 fois le championnat de France Élite 1 avec l’UTC, le XIII Catalan et St-Estève.

## Carrière
- 1990-1995 : XIII Catalan
- 1995: St-Estève
- 1996-1997: PSG Rugby League
- 1996-2000 : XIII Catalan[2]
- 2000-2005: Union Treiziste Catalane
- 2006 : Dragons Catalans

## Palmarès
- Collectif:

- - Vainqueur de la coupe de France Lord Derby: 1995 (St-Estève); 1997 (XIII Catalan);  2001, 2004, 2005 (UTC)

- - Vainqueur du championnat de France Élite 1: 1994 (XIII Catalan); 2005 (UTC)

- Individuel:

- - Nommé joueur de l'année de rugby à XIII en France: 1999 (XIII Catalan), 2001 (UTC)

- - Nommé dans l'équipe-type de la coupe du monde de rugby à XIII: 2000 (France)